# How You Remind Me
How You Remind Me is een nummer van de Canadese rockband Nickelback uit 2001. Het is de eerste single van hun derde studioalbum Silver Side Up, en gaat over een verloren liefde. Het nummer betekende voor Nickelback de wereldwijde doorbraak.
Het werd wereldwijd een grote hit, en haalde in diverse landen de nummer 1-positie, zoals in de Amerikaanse Billboard Hot 100. Ook in Canada, het thuisland van Nickelback, werd het een nummer 1-hit. In de Nederlandse Top 40 kwam het tot nummer 7, in de Vlaamse Ultratop 50 haalde het de 2e plek.

## NPO Radio 2 Top 2000
| Nummer met noteringen in de NPO Radio 2 Top 2000 | '13  | '14 | '15 | '16 | '17 | '18 | '19 | '20 | '21 | '22 | '23 | '24 |
| ------------------------------------------------ | ---- | --- | --- | --- | --- | --- | --- | --- | --- | --- | --- | --- |
| How You Remind Me                                | 1783 | 592 | 604 | 848 | 899 | 839 | 924 | 905 | 828 | 874 | 823 | 813 |

1. ↑  Een vetgedrukt getal geeft de hoogste notering aan.
2. ↑  2013 was het eerste jaar met een notering voor dit nummer.